# Dale Dodrill
Dale Fike Dodrill, född 27 februari 1926 i Stockton i Kansas, död 18 januari 2019 i Denver i Colorado, var en amerikansk utövare av amerikansk fotboll, som spelade för Pittsburgh Steelers i NFL mellan 1951 och 1959. Dodrill spelade collegefotboll för Colorado A&M som senare fick namnet Colorado State University. År 1993 valdes han in i Colorado Sports Hall of Fame.
Dodrill tjänstgjorde i USA:s armé i andra världskriget där han deltog i Ardenneroffensiven.